# Marina di Torre Grande
Marina di Torregrande (Turri Manna in sardo) di origini moderne, si è sviluppata come centro residenziale estivo attorno all'imponente torre edificata nel periodo della dominazione spagnola, da cui prende il nome.

## Storia
Crocevia tra Cabras e Oristano, la frazione ebbe un primo nucleo di abitanti dediti prevalentemente alla pesca e all'agricoltura, anche se in modo più marginale. Parallelamente aprirono attività direttamente collegate alla pesca, tra le quali l'officina di un maestro d'ascia che è ancora tra i pochissimi in attività in Italia. La frazione conobbe da vicino il periodo dei grandi abusi edilizi costieri, con lo svilupparsi di una serie di baracche che collegavano l'abitato fino alla zona oggi adibita a porticciolo senza soluzione di continuità. Gli interventi recenti hanno portato al riordino del territorio occupato senza titolo ed alla quasi totale demolizione delle opere abusive. Inoltre la realizzazione del porticciolo e della sezione di Oristano dell'Istituto per l'ambiente marino costiero del Consiglio Nazionale delle Ricerche (IAMC-CNR), hanno creato le premesse per un vero rilancio della frazione.

## Monumenti e luoghi d'interesse

### La torre spagnola
Si tratta di una torre cilindrica di difesa costiera edificata fra il 1542 ed il 1572 per la difesa dell'approdo nel golfo di Oristano e per proteggere la foce del Tirso che poteva essere usato per raggiungere la città. Ebbe il compito di sovrintendere alla fondazione don Peroche de Salazar, capitano di Oristano dal 1530 al 1543, che ne fu il primo capitano e alcalde. È detta "Torre grande" per essere la più imponente delle torri costiere sarde. Tale torre fu voluta dai Campidanesi per difendersi dagli attacchi barbareschi e costruita con l'aiuto finanziario della Corte spagnola e del Clero.

### La spiaggia

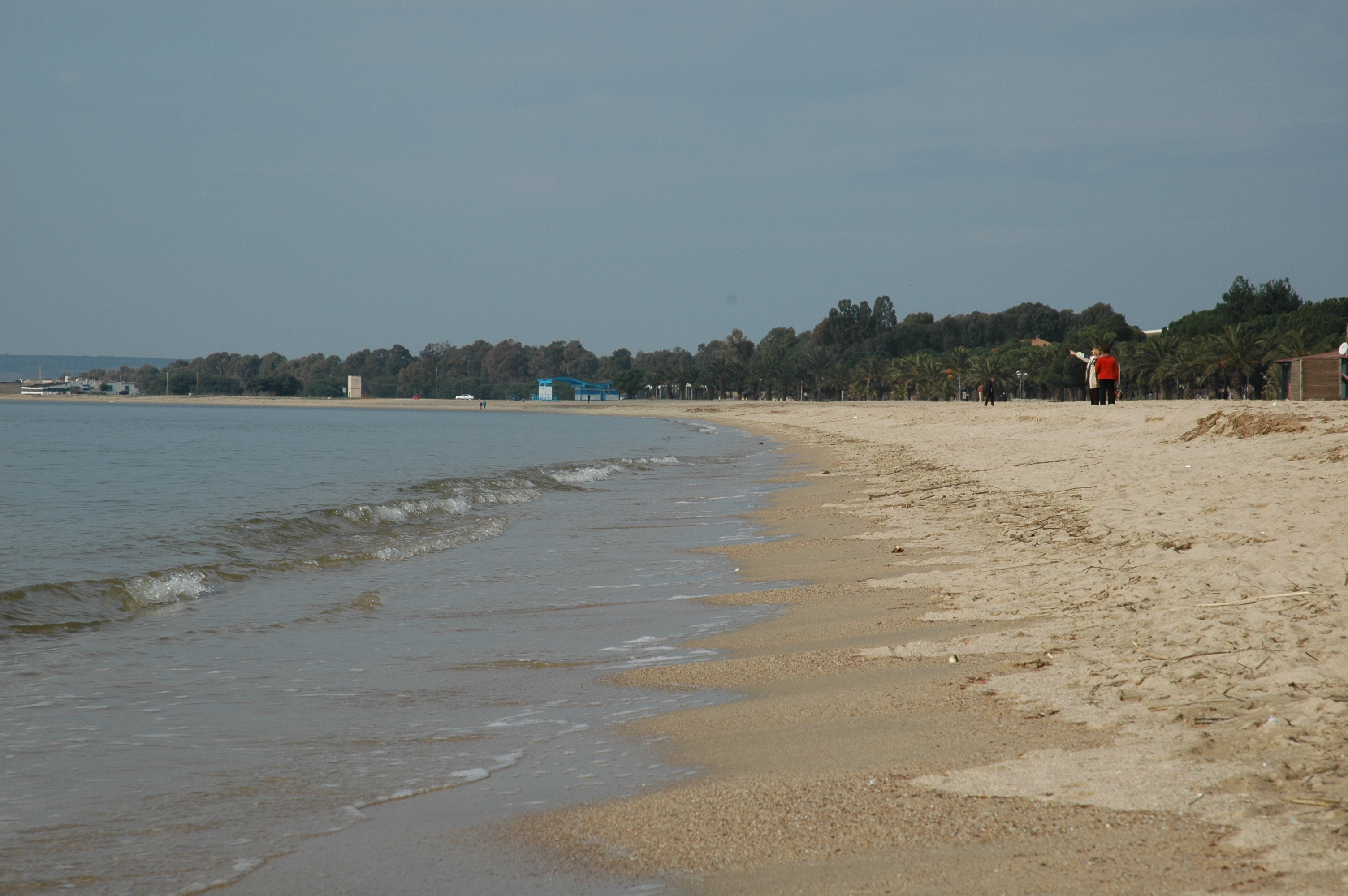
La spiaggia

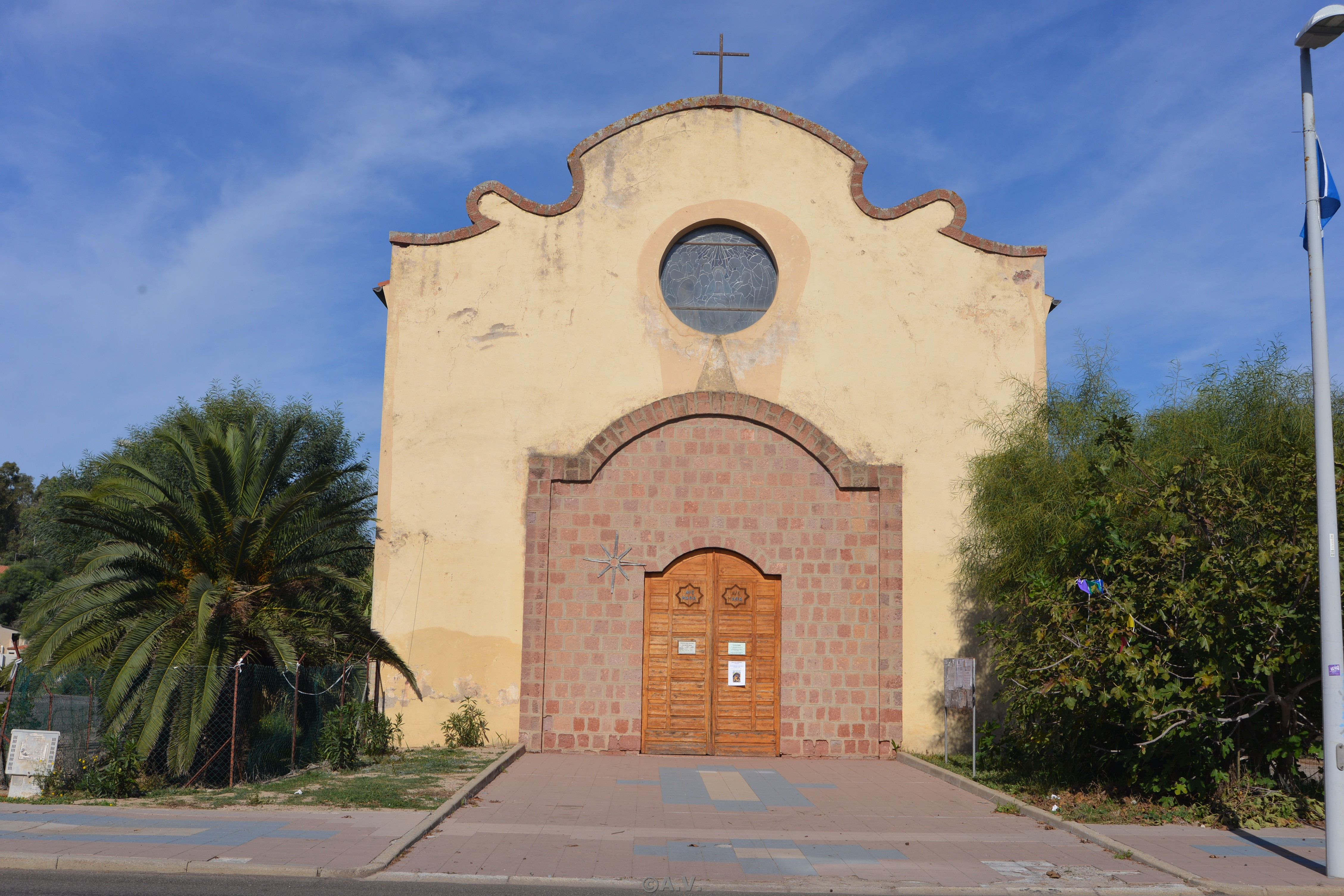
La chiesetta di Torre Grande

La lunga spiaggia arenosa (quasi tre chilometri), va dalla foce del fiume Tirso fino al porticciolo turistico, a nord del golfo di Oristano. Nel 2013 la spiaggia è stata premiata con la bandiera blu. La spiaggia, inoltre, è tra le più frequentate nella Provincia di Oristano. Questo, grazie agli efficienti mezzi pubblici che collegano la città di Oristano con la Marina di Torregrande.

## Infrastrutture e trasporti

### Trasporto pubblico su gomma
Il trasporto pubblico da e per Torregrande è effettuato dall'ARST tramite linee urbane. 
In particolare
- Linea 8 Oristano - Marina di Torre Grande - Oristano (invernale) attiva dal 16/09 al 15/06 anno successivo
- Linea 9 Oristano - Marina di Torre Grande - S. Nicola - Oristano (estiva) attiva dal 16/06 al 14/09 → pullman che va alla Marina di Torre Grande passante per il quartiere San Nicola posto a sud-ovest di Oristano.
- Linea 10 Oristano - Marina di Torre Grande - Torangius - Oristano (estiva) attiva dal 16/06 al 15/09 → pullman che va alla Marina di Torre Grande passante per il quartiere Torangius posto a nord-est di Oristano.
- Linea 11 Oristano - Marina di Torre Grande - Oristano (notturna estiva) attiva dal 1/07 al 31/08
- Linea 12 Frazioni  (corse festive dal 16-09 al 15-06)